# Georg Wilhelm von Valentini
Luitenant-generaal G.W. Baron von Valentini (21 augustus 1775 - 6 augustus 1834) was een Pruisisch officier. Hij werd op 10 november 1821 door Koning Willem I bij Koninklijk Besluit No. 31 tot Commandeur in de Militaire Willems-Orde benoemd.

## Militaire loopbaan
Koninklijk Pruisisch leger
- Kadett: 15 augustus 1787[3]
- Junker: 31 juli 1791[3]
- Sekonde-Lieutenant: 22 mei 1792[3]
- Premier-Lieutenant: 9 april 1803[3]
- Quartiermeister-Lieutenant: 20 maart 1804[3]
- Stabshauptmann: 2 mei 1805[3]
- Major: 23 augustus 1807[3]

Keizerlijk Russisch leger
- Oberstlieutenant: 1811[3][1]

Koninklijk Pruisisch leger
- Oberquartiermeister: 10 maart 1813
- Oberst: 3 juli 1813
- Generalmajor: 30 maart 1814 (met ingang vanaf 2 april 1814)
- Generallieutenant: 30 maart 1824

## Onderscheidingen
- Militaire Willems-Orde
  - Commandeur op 10 november 1821[4]
  - Ridder der derde klasse op 8 juli 1815[5]
- Orde van Sint-Vladimir
  - 3e klasse[3]
  - 4e klasse[3]
- Orde van Sint-Anna
  - 2e klasse
- IJzeren Kruis 1813, 
  - 1e klasse op 19 mei 1813[3]
  - 2e klasse op 19 mei 1813[3]
- Pour le Mérite[6]
  - Eikenloof op 8 december 1813[6]
- Orde van de Rode Adelaar
  - 1e klasse met Eikenloof op 18 januari 1833[3]
  - 2e klasse met Ster op 24 januari 1830[3]
  - 2e klasse met Eikenloof op 18 januari 1823[3]
  - 3e klasse op 2 oktober 1815
- Orde van Sint-George, 3e klasse op 10 december 1816[3]
- Dienstkreuz op 9 augustus 1825[3]